# Saint-Étienne-aux-Clos
Saint-Étienne-aux-Clos is een gemeente in het Franse departement Corrèze (regio Nouvelle-Aquitaine) en telt 229 inwoners (2005). De plaats maakt deel uit van het arrondissement Ussel.

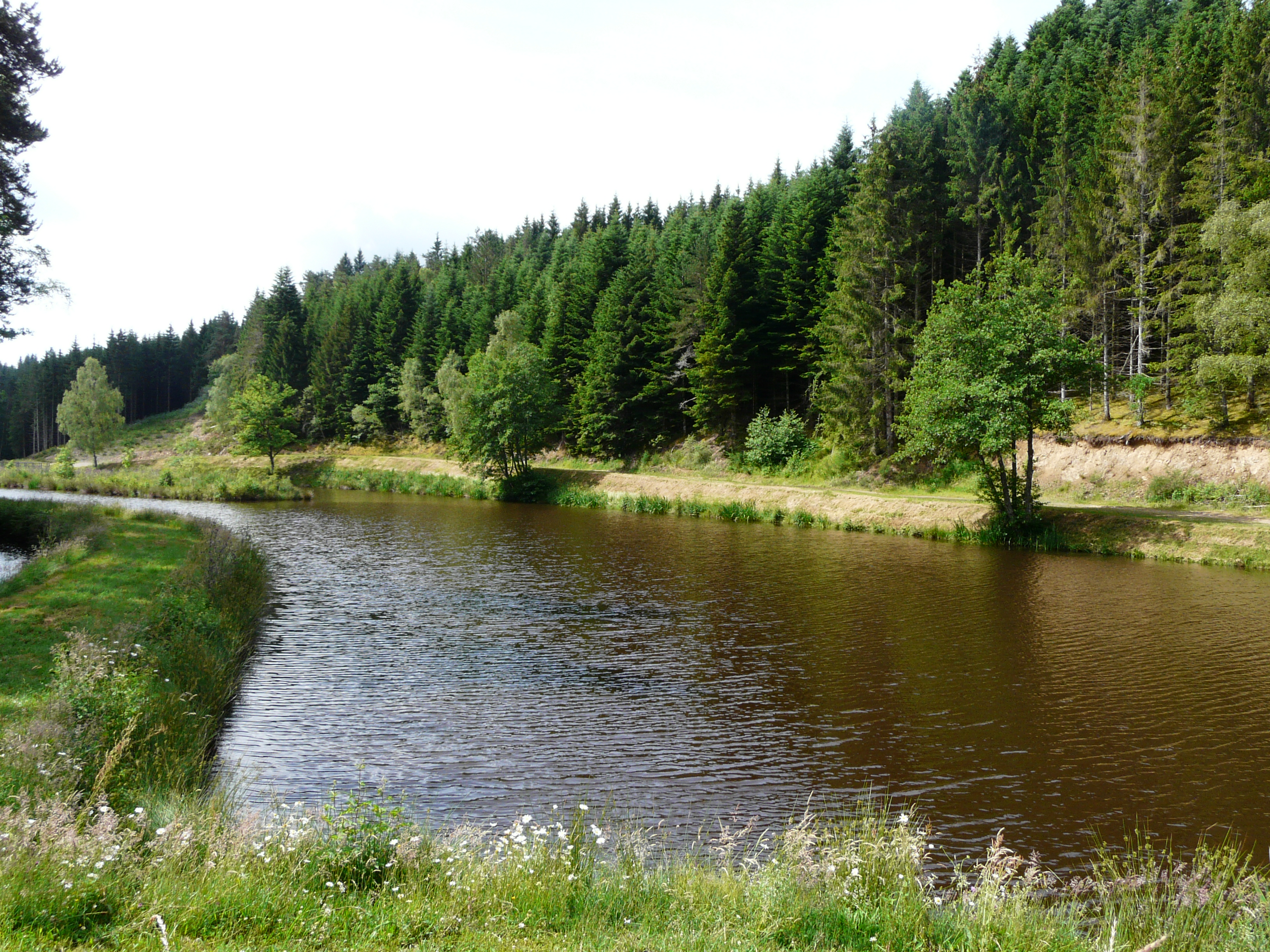
Dognon bij Saint-Étienne-aux-Clos
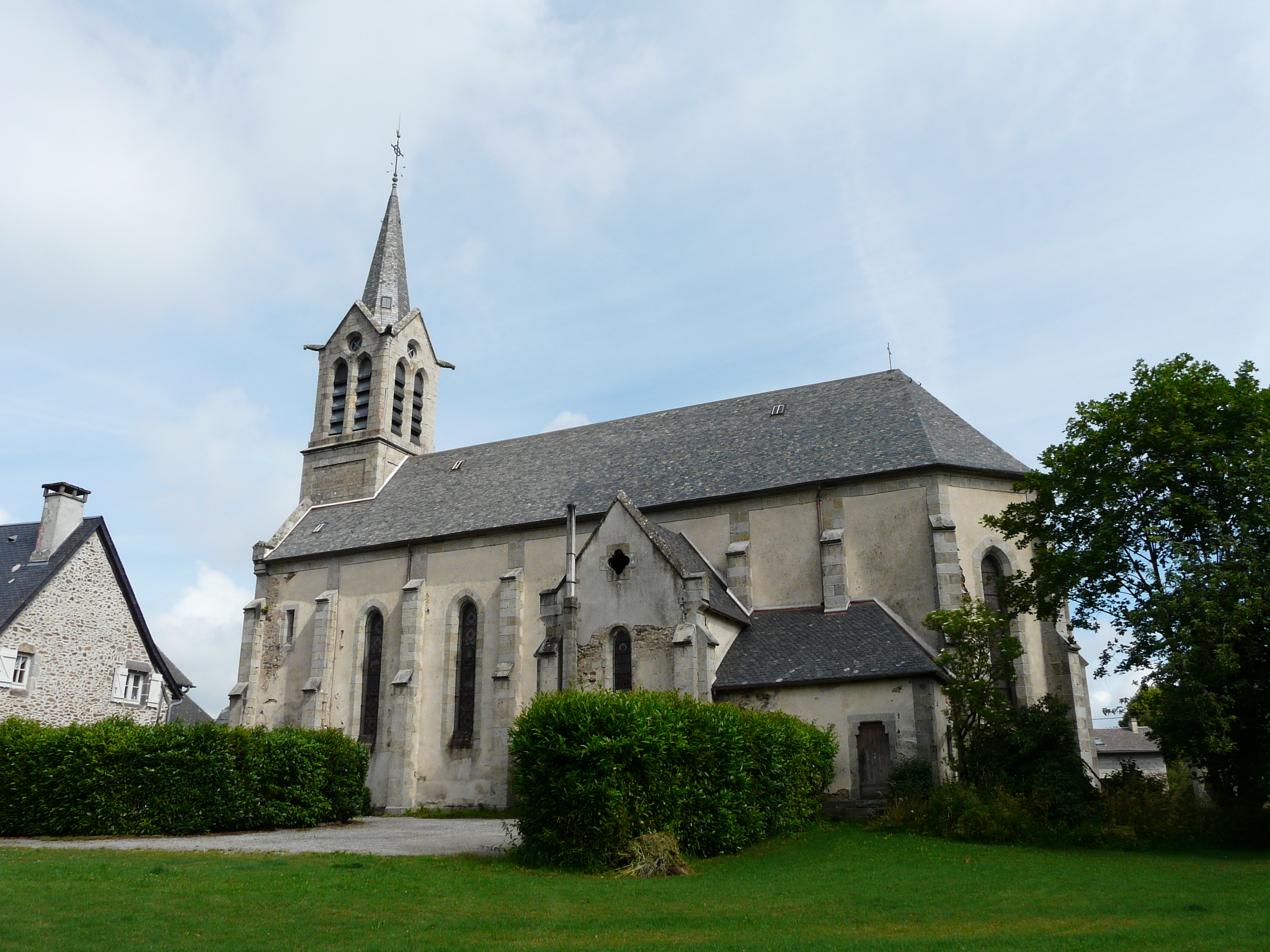
Kerk van Saint-Étienne-aux-Clos
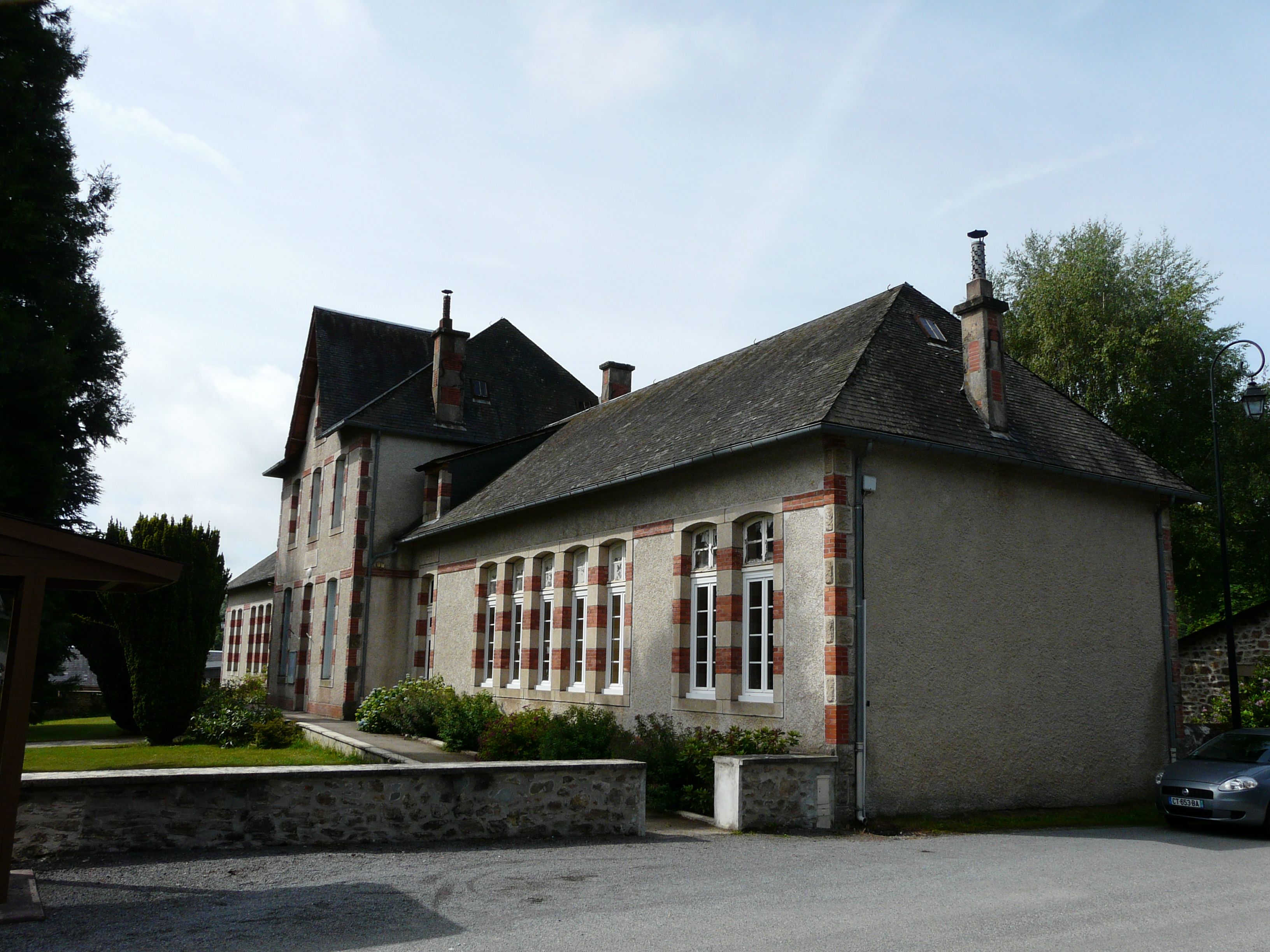
School van Saint-Étienne-aux-Clos

## Geografie
De oppervlakte van Saint-Étienne-aux-Clos bedraagt 33,0 km², de bevolkingsdichtheid is 6,9 inwoners per km².
De onderstaande kaart toont de ligging van Saint-Étienne-aux-Clos met de belangrijkste infrastructuur en aangrenzende gemeenten.

## Demografie
Onderstaande figuur toont het verloop van het inwonertal (bron: INSEE-tellingen).